# Pappacoda-Polka
Die Pappacoda-Polka ist eine Polka-française von Johann Strauss Sohn (op. 412). Das Werk wurde Ende 1883 in Wien erstmals aufgeführt.

## Einzelnachweis
1. ↑  Quelle: Englische Version des Booklets (Seiten 77–78) in der 52 CDs umfassenden Gesamtausgabe der Orchesterwerke von Johann Strauß (Sohn), Hrsg. Naxos (Label). Das Werk ist als zehnter Titel auf der 28. CD zu hören.